# 昌波乡
昌波乡，是中华人民共和国四川省甘孜藏族自治州巴塘县下辖的一个乡镇级行政单位。

## 行政区划
昌波乡下辖以下地区：
戈郎村、鱼底村、锐哇村、得木村和夏贡村。